# Patrick Hillery
Patrick Hillery, Pádraig Ó hIrighile på iriska, född 2 maj 1923 i Spanish Point nära Miltown Malbay i County Clare, död 12 april 2008 i Dublin, var Irlands president från december 1976 till december 1990.